# Theresa (Nowy Jork)
Theresa – miasto w Stanach Zjednoczonych, w stanie Nowy Jork, w hrabstwie Jefferson.